# Šentilj, Vrba na Koroškem
Šentilj (nemško St. Egyden) je naselje v Občini Vrba na Koroškem v Okraju Beljak-dežela na Koroškem v Avstriji.